# 奥勃洛莫夫一生中的几天
《奥勃洛莫夫一生中的几天》是一部苏联彩色剧情电影，由尼基塔·米亥科夫执导，电影分上下两部分，莫斯科电影制片厂制作并发行。
改编自伊凡·亚历山大罗维奇·冈察洛夫的小说《奥勃洛莫夫》。

## 情节
主人公伊利亚·伊里奇·奥勃洛莫夫（Ilya Ilyich Oblomov）是一个小庄园主，他总是在无所事事中消磨时间，沉迷于睡眠，无事可做。 安德烈·伊万诺维奇·施托尔茨是他儿时的朋友，他积极开朗，时不时地尝试改变他的生活方式。只有他能够让他离开家，改掉坏习惯，“开始生活”。在他的一次访问中，施托尔茨把奥勃罗莫夫介绍给了他的熟人——伊林斯基一家。不久，施托尔茨出国了，他拜托奥莉加·伊林斯卡娅照应奥勃罗莫夫。夏天，伊林斯基一家搬出城，奥布洛莫夫在他们的居所旁边租了一座别墅。随着奥勃罗莫夫和奥莉加相处时间的增长，他们之间产生了情愫。奥莉加为了等待他求爱的决心，甚至拒绝了向她求爱的年迈男爵。奥勃洛莫夫是一个内心矛盾而情感细腻的人，他最终没能下定决心向其表白。斯托尔茨从国外回来后，拜访了伊林斯基一家。奥布洛莫夫从他的谈话得知施托尔茨了解他和奥莉加的关系与细节。这让奥布洛莫夫颤抖了一下，眼里噙着泪水。
在影片的结尾，旁白补充道，奥勃罗莫夫后来搬到了维堡居住，和房东·普舍尼齐娜（Agafya Pshenitsyna）关系密切，后来和她结了婚。七年后死于中风。奥勃罗莫夫和妻子生了一个儿子，取名安德烈，以纪念他的知己好友安德烈·施托尔茨。而奥莉加嫁给了施托尔茨，奥勃罗莫夫死后，他们把他的孩子带过来抚养。施托尔茨一家乡间别墅生活，引发了人们对他们共同幸福的怀疑，影片以小安德烈在田野里向母亲跑去的画面结束。

## 主演
- 奥列格·塔巴科夫-伊利亚·伊里奇·奥勃罗莫夫
- 尤里·博加特廖夫 -安德烈·伊万诺维奇·施托尔茨
- 安德烈·波波夫饰 扎哈尔，奥布洛莫夫的仆人
- 叶莲娜·索洛维——奥尔加·谢尔盖耶夫娜·伊林斯卡娅
- 阿宛盖·里昂惕夫 - 伊万·阿列克谢耶维奇·阿列克谢耶夫，奥布洛莫夫的朋友

## 趣闻
- 影片使用了贝里尼、谢尔盖·拉赫玛尼诺夫的音乐。
- 佩斯托夫家族位于莫斯科州謝爾普霍夫區Senkino村的庄园是剧中奥莉加[3]的家。
- 一些片段是在乌克兰切爾尼戈夫州尼任區舊巴桑村拍摄的[4] 。
- 1981 -国家影评人委员会奖最佳外语片。

## 链接
- 梦幻般的苏联 'Oblomov' / NY Times（页面存档备份，存于）评论和电影评论中